# 大西さちこ
大西さちこ（本名同じ、1979年12月18日 - ）は、日本のボーカリスト。east cloudのメンバー。京都府京都市山科区出身。所属事務所はアップフロントプロモーション（旧：アップフロントエージェンシー）。

## 略歴
- 週刊ヤングジャンプ「第6回全国女子高生制服コレクション」（1995/5/18号）ノミネート

## ディスコグラフィ
east_cloud#シングルを参照

## 主な出演作品
映画
- 燃えよピンポン〜OLドラゴン危機一髪

ラジオ
- クラクラcloud （1999年4月 - 2000年3月、JFN系FM全国10局ネット） - レギュラー番組